# Robert Rößler
Robert Rößler (Borek Strzeliński, 1º marzo 1838 – Racibórz, 20 maggio 1883) è stato un poeta tedesco.

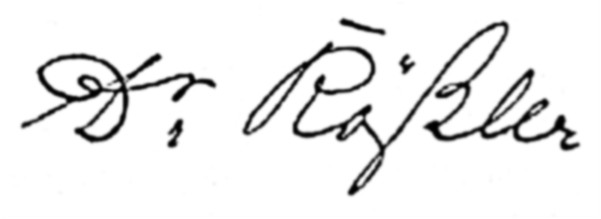
Firma di Rößler

Rößler nacque a Großburg, Bassa Slesia, Prussia e morì a Ratibor, dove lavorò come insegnante.

## Pubblicazioni
- Der Tag von Lundby (1865)
- Aus Krieg und Frieden (1867)
- Aus der Güntherstadt (1873, Co-autore)
- Dore (1876)
- Närr’sche Kerle (1878)
- Schläs’sche Durfgeschichten (1879)
- Durf- und Stoadtleute (1880)
- Wie der Schnoabel gewaxen (1881)
- Gemittliche Geschichten (1882)
- Mein erster Patient, Berlino (1883)